# Anna Stang

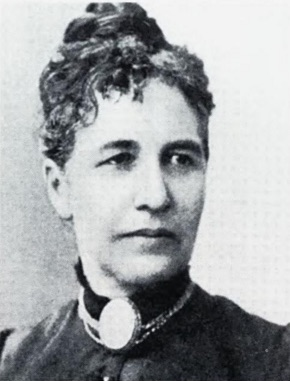
Anna Stang

Anna Stang (* 18. Mai 1834 in Christiania; † 23. Dezember 1901 in Christianssand) war eine norwegische Frauenrechtlerin, liberale Politikerin, Lehrerin und Ehefrau des Ministerpräsidenten Jacob Stang. Sie war Mitbegründerin der Norsk Kvinnesaksforening und war von 1885 bis 1886 deren Präsidentin. Außerdem betrieb sie für 17 Jahre eine Privatschule für Mädchen. Sie war Mutter des Verteidigungsministers Georg Stang.